# 5 août en sport
5 juillet 5 septembre
Chronologies thématiques
- Croisades
- Ferroviaires
- Disney

Le 5 août (217e jour de l'année ou 218e en cas d'année bissextile) en sport.

## Événements

### XXesièclede1901à1950
- 1909
  - (Cyclisme sur route) : Tour de France. Le Luxembourgeois François Faber remporte le Tour devant Gustave Garrigou et Jean Alavoine.
- 1936
  - (Athlétisme) : aux Jeux de Berlin, Jesse Owens remporte sur le 200 mètres sa troisième médaille d'or olympique individuelle.

### XXesièclede1951à2000
- 1956
  - (Formule 1) : Grand Prix automobile d'Allemagne.
- 1962
  - (Formule 1) : Grand Prix automobile d'Allemagne.
- 1963
  - (Athlétisme) : John Pennel porte le record du monde du saut à la perche à 5,13 mètres.
- 1973 :
  - (Formule 1) : Grand Prix automobile d'Allemagne.
  - (Rallye automobile) : arrivée du Rallye de Finlande.
- 1975
  - (Aviron) : création du club Aita Mari Arraun Elkartea de la localité guipuzcoane de Zumaia..
- 1984
  - (Formule 1) : Grand Prix automobile d'Allemagne.
- 1991
  - (Athlétisme) : Sergueï Bubka porte le record du monde du saut à la perche à 6,10 mètres.
- 1995
  - (Athlétisme) : Andrea Muller porte le record du monde du saut à la perche féminin à 4,18 mètres.

### XXIesiècle
- 2007
  - (Formule 1) : Grand Prix automobile de Hongrie.
- 2012 :
  - (JO) : 12e jour de compétition aux Jeux olympiques de Londres.
- 2015 :
  - (Natation /Championnats du monde) : dans l'épreuve masculine du plongeon de haut-vol, victoire du Britannique Gary Hunt. En natation sportive, dans l'épreuve du 200 m papillon hommes, victoire du Hongrois László Cseh, dans le 200 m nage libre femmes, victoire de l'Américaine Katie Ledecky, dans le 50 m brasse hommes, victoire du Britannique Adam Peaty, dans le 800 m nage libre messieurs, victoire du Chinois Sun Yang puis dans le relais mixte 4 × 100 m 4 nages, victoire des Britanniques Chris Walker-Hebborn, Adam Peaty, Siobhan-Marie O'Connor et Fran Halsall.
- 2016 :
  - (Jeux olympiques de Rio 2016) : Cérémonie d'ouverture des Jeux olympiques d'été de 2016 à Rio de Janeiro et le 3e jour de compétition.
- 2017 :
  - (Athlétisme /Championnats du monde) : sur la 2e journée des Championnats du monde d'athlétisme, chez les hommes, victoire au disque du Lituanien Andrius Gudžius, sur le saut en longueur, victoire du Sud-Africain Luvo Manyonga et sur le 100 m, victoire de l'Américain Justin Gatlin qui détrône le Jamaïcain Usain Bolt; chez les femmes, sur le 10 000 m, victoire de l'Éthiopienne Almaz Ayana.
- 2019 :
  - (Cyclisme sur route /UCI World Tour /Disparition) : le cycliste sur route belge de la formation Lotto-Soudal Bjorg Lambrecht (22 ans) succombe à ses blessures après une chute sur la 3e étape du Tour de Pologne[1].
- 2021 :
  - (Football /Liga) : le FC Barcelone officialise la fin de l'aventure de Lionel Messi en Catalogne. L'annonce du départ du joueur constitue un évènement. L'Argentin a rejoint le Barça en 2000, à l'âge de 13 ans. Il y fait ses débuts professionnel lors de la saison 2004-2005. C'est avec le FC Barcelone, avec lequel il a disputé 778 matches (672 buts, 305 passes décisives) que La Pulga s'est constituée un palmarès impressionnant avec notamment dix Ligas, quatre Ligues des champions et sept Coupes du Roi. Sur un plan individuel, Messi a également remporté six Ballons d'or[2].
  - (JO /JO de Tokyo) : 16e journée des JO.
- 2023 :
  - (Football /Ligue 2) : début de la 85e édition du Championnat de France de football de Ligue 2 et se terminera le 18 mai 2024. En raison de la réduction du nombre d'équipes en Ligue 2 la saison prochaine, de 20 à 18 équipes, il y aura 4 descentes directes en National cette saison[3]. Les play-offs et les barrages d'accession en Ligue 1 font leur retour après leur absence la saison précédente.
- 2024 :
  - (Jeux olympiques d'été /JO de Paris) : 12e jour de compétitions des Jeux olympiques.

## Naissances

### XXesièclede1901à1950
- 1907 :
  - Roger Loyer, pilote de courses automobile et de moto français. († 24 mars 1988).
- 1910 :
  - Herminio Masantonio, footballeur argentin. (19 sélections en équipe nationale). († 11 septembre 1956).
- 1924 :
  - Kéba Mbaye, juriste sénégalais. Membre du CIO de 1973 à 2002. Président du TAS de 1983 à 2007. († 11 janvier 2007).
- 1930 :
  - Richie Ginther, pilote de F1 et d'endurance américain. (1 victoire en Grand Prix). († 20 septembre 1989).
- 1935 :
  - John McCartan, hockeyeur sur glace américain. Champion olympique aux Jeux de Squaw Valley 1960.
- 1937 :
  - Herb Brooks, hockeyeur sur glace puis entraîneur américain. Sélectionneur de l'équipe des États-Unis championne olympique aux Jeux de Lake Placid 1980. († 11 août 2003).
- 1939 :
  - Roger Clark, pilote de rallye britannique. (1 victoire en rallye). († 12 janvier 1998).
- 1943 :
  - Nelson Briles, joueur de baseball américain. († 13 février 2005).
  - Leo Kinnunen, pilote de courses automobile finlandais. († 26 juillet 2017).
- 1948 :
  - Ray Clemence, footballeur puis entraîneur anglais. Vainqueur des Coupe UEFA 1973, 1976 et 1984 puis des Coupe des clubs champions 1977, 1978 et 1981. (61 sélections en équipe nationale). († 15 novembre 2020).
- 1950 :
  - Rosi Mittermaier, skieuse alpine allemande. Championne olympique de la descente et du slalom puis médaillée d'argent du géant aux Jeux d'Innsbruck 1976. († 4 janvier 2023).
  - John Whitaker, cavalier de sauts d'obstacles britannique. Médaillé d'argent par équipes aux Jeux de Los Angeles 1984. Champion d'Europe de saut d'obstacles par équipes 1987 puis champion d'Europe de saut d'obstacles en individuel et par équipes 1989.

### XXesièclede1951à2000
- 1952 :
  - Tamás Faragó, poloïste puis entraîneur hongrois. Médaillé d'argent aux Jeux de Munich 1972, champion olympique aux Jeux de Montréal 1976 et médaillé de bronze aux Jeux de Moscou 1980. Champion du monde de water-polo 1973. Champion d'Europe de water-polo 1974 et 1977.
- 1953 :
  - Rubén Rodríguez, basketteur portoricain.
- 1956 :
  - Christian Fazzino, joueur de pétanque français. Champion du monde de pétanque 1988, 1989, 1992 et 1998.
- 1959 :
  - Anton Šťastný, hockeyeur sur glace tchécoslovaque puis slovaque.
- 1961 :
  - Henri Stambouli, footballeur puis entraîneur français. Sélectionneur de l'équipe de Guinée de 1998 à 1999, de l'équipe du Mali de 2003 à 2004 puis de l'équipe du Togo en 2008. († 17 novembre 2023).
- 1962 :
  - Patrick Ewing, basketteur américain. Champion olympique aux Jeux de Los Angeles 1984 et aux Jeux de Barcelone 1992. (21 sélections en équipe nationale).
  - Otis Thorpe, basketteur américain.
- 1966 :
  - Håkan Algotsson, hockeyeur sur glace puis entraîneur suédois. Champion olympique aux Jeux de Lillehammer 1994. Champion du monde de hockey sur glace 1992.
  - Gilles Delion, cycliste sur route français. Vainqueur du Tour de Lombardie 1990.
- 1968 :
  - Oleh Luzhnyy, footballeur et ensuite entraîneur soviétique puis ukrainien. (8 sélections avec l'équipe d'Union soviétique et 52 avec l'équipe d'Ukraine).
  - Colin McRae, pilote de rallye britannique. Champion du monde des rallyes 1995. (25 victoires en rallye). († 15 septembre 2007).
  - John Olerud, joueur de baseball américain.
- 1969 :
  - Robert Scott, rameur australien. Médaillé d'argent du deux sans barreur aux Jeux d'Atlanta 1996.
- 1972 :
  - Maxence Flachez, footballeur puis entraîneur français.
  - Yann Lachuer, footballeur puis entraîneur français.
  - Marc Libbra, footballeur et consultant TV puis footballeur de plage français.
  - Theodore Whitmore, footballeur puis entraîneur jamaïcain. (120 sélections en équipe nationale). Sélectionneur de l'équipe de Jamaïque de 2006 à 2013 et depuis 2016.
- 1973 :
  - Justin Marshall, joueur de rugby à XV néo-zélandais. Vainqueur des Tri-nations 1996, 1997, 1999, 2002 et 2004. (81 sélections en équipe nationale).
  - Laurent Redon, pilote de courses automobile français.
- 1974 :
  - Antoine Sibierski, footballeur puis directeur sportif français.
  - Christian Vann, pilote de courses automobile britannique.
- 1977 :
  - Mark Mulder, joueur de baseball américain.
- 1978 :
  - Kim Gevaert, athlète de sprint belge. Médaillée d'argent du relais 4 × 100 m aux Jeux de Pékin 2008. Championne d'Europe d'athlétisme du 100 et 200 m 2006.
- 1980 :
  - Eduardo Ribeiro, footballeur helvético-brésilien.
- 1981 :
  - Erik Guay, skieur alpin canadien. Champion du monde de ski alpin de la descente 2011, du super-G et médaillé d'argent de la descente 2017.
- 1983 :
  - Thomas Bosc, joueur de rugby à XIII français. (33 sélections en équipe de France).
  - Jérémy Sorbon, footballeur français.
  - Annika Mehlhorn, nageuse allemande.
- 1984 :
  - Jordan Lotiès, footballeur français.
- 1985 :
  - Laurent Ciman, footballeur belge. (20 sélections en équipe nationale).
  - Othyus Jeffers, basketteur américain.
  - Salomon Kalou, footballeur ivoirien. Champion d'Afrique de football 2015. Vainqueur de la Ligue des champions 2012. (97 sélections en équipe nationale).
- 1986 :
  - Paula Creamer, golfeuse américaine. Victorieuse de l'US Open féminin 2010.
  - Marcus Lewis, basketteur américain.
- 1987 :
  - Benjamin Compaoré, athlète de saut français. Champion d'Europe d'athlétisme du triple-saut 2014
- 1988 :
  - Michael Jamieson, nageur britannique. Médaillé d'argent du 200m brasse aux Jeux de Londres 2012.
  - Federica Pellegrini, nageuse italienne.
- 1989 :
  - Michele Baranowicz, volleyeur italien. (45 sélections en équipe nationale).
  - Ermir Lenjani, footballeur albanais. (26 sélections en équipe nationale).
  - Rita Rasheed, basketteuse hongroise.
  - Grégory Sertic, footballeur franco-croate.
- 1990 :
  - Mathieu Gorgelin, footballeur français.
  - Patrick Reed, golfeur américain. Vainqueur du Masters 2018.
- 1991 :
  - Célia Aymonier, biathlète et fondeuse française. Médaillée de bronze du relais 4 × 6 km aux Mondiaux de biathlon 2017.
  - Esteban Gutiérrez, pilote de F1 et de FE mexicain.
  - Daniëlle van de Donk, footballeuse néerlandaise. Vainqueur du Championnat d'Europe en 2017 et de la Ligue des champions en 2022 avec l'Olympique lyonnais (127 sélections en équipe nationale).
- 1992 :
  - Estavana Polman, handballeuse néerlandaise. Championne du monde féminin de handball 2019. (171 sélections en équipe nationale).
- 1993 :
  - Matt Costello, basketteur américain puis ivoirien.
  - Sebastián Henao, cycliste sur route colombien.
- 1995 :
  - Stefano Sensi, footballeur italien.
- 1996 :
  - Kethna Louis, footballeuse haïtienne. (16 sélections en équipe nationale).
  - Kimberley Rutil, handballeuse franco-congolaise. (13 sélections avec l'équipe du Congo).
- 1999 :
  - Alexei Popyrin, joueur de tennis australien.

### XXIesiècle
- 2001 :
  - Marcus Bundgaard, footballeur danois.
- 2002 :
  - Matthew Strazel, basketteur français.
- 2003 :
  - Lucas Gourna-Douath, footballeur français.
  - Maïa Mazzara, patineuse artistique individuelle française.
- 2004 :
  - Gavi, footballeur espagnol.

## Décès

### XXesièclede1901à1950
- 1942 : 
  - Julien Lootens, 66 ans, cycliste sur route belge. (° 2 août 1876).
- 1958 : 
  - Michel Bonnus, 48 ans, joueur de rugby à XV français. (5 sélections en équipe nationale). (° 23 mars 1915).

### XXesièclede1951à2000
- 1958 :
  - Carl Westergren, 62 ans, lutteur suédois spécialiste de la lutte gréco-romaine. Champion olympique des moins de 75 kg aux 1920, des moins de 82,5 kg en 1924 et des plus de 87 kg en 1932. Champion du monde des moins de 75 kg en 1922. (° 13 octobre 1895).
- 1964 : 
  - Arthur Ross, 78 ans, hockeyeur sur glace puis entraîneur et dirigeant sportif canadien. (° 13 janvier 1885).
- 1966 : 
  - David Aguilar, 61 ans, joueur de rugby à XV français. (1 sélection en équipe nationale). (° 25 novembre 1966).
- 1978 :
  - Dutch Clark, 71 ans, joueur puis entraîneur américain de football américain. (° 11 octobre 1906).
- 1986 :
  - Emanuel Löffler, gymnaste artistique tchécoslovaque. Aux Jeux olympiques de 1928, il remporte la médaille d'argent du concours général par équipes et de l'épreuve du saut de cheval ainsi que la médaille de bronze aux anneaux. Champion du monde du concours général par équipes et des anneaux en 1930. (° 29 décembre 1901).
- 1991 : 
  - Paul Brown, 82 ans, entraîneur américain de football américain. (° 7 septembre 1908).
- 1994 : 
  - Alain de Changy, 72 ans, pilote de courses automobile belge. (° 5 février 1922).
- 1998 : 
  - Arthur Ceuleers, 82 ans, footballeur belge. (4 sélections en équipe nationale). (° 28 février 1916).

### XXIesiècle
- 2001 :
  - Bahne Rabe, 37 ans, rameur d'aviron allemand. Champion olympique du huit lors des Jeux d'été de 1988 et médaillé de bronze de la même discipline à Barcelone aux Jeux de 1992. Champion du monde du quatre avec barreur en 1991. (° 7 août 1963).
- 2003 : 
  - Maurice Mollin, 79 ans, cycliste sur route belge. Vainqueur de Liège-Bastogne-Liège 1948. (° 6 mai 1924).
- 2005 :
  - Bertie Hill, 78 ans, cavalier britannique. Champion olympique du concours complet par équipes aux Jeux d'été de 1956. Champion d'Europe du concours complet par équipes en 1953, 1954 et 1955 ainsi que du concours complet individuel en 1954. (° 7 février 1927).
- 2008 : 
  - Raúl Conti, 80 ans, footballeur argentin. (° 5 février 1928).
- 2013 :
  - Shawn Burr, 47 ans, joueur de hockey sur glace canadien. (° 1er juillet 1966).
- 2019 : 
  - Bjorg Lambrecht, 22 ans, cycliste sur route belge. (° 2 avril 1997).
- 2024 :
  - Vyacheslav Ivanov, 86 ans, rameur d'aviron soviétique.
  - Iouri Skobov, 75 ans, skieur de fond soviétique. Champion olympique du relais 4 × 10 km aux Jeux d'hiver de 1972. (° 13 mars 1949).